# Miss China Universe
Miss China Universe, Nederlands: Miss Universum China, is de nationale schoonheidswedstrijd in China, onderdeel van de internationale Miss Universe-verkiezing .

## Geschiedenis
De eerste Miss China Universe werd op 20 april 2003 georganiseerd in de stad Jinan. De wedstrijd werd gehouden met de steun van de Chinese overheid en de organisator van Miss Universe, de Miss Universe Organization, en georganiseerd door de Miss China Universe Organisation. In juni datzelfde jaar nam de winnares deel aan Miss Universe in Panama.

## Winnaressen
| Jaar | Datum    | Plaats  | Winnares       | Herkomst     |
| ---- | -------- | ------- | -------------- | ------------ |
| 2008 | -        | -       | Wei Ziya       | Guizhou      |
| 2007 | 18 mei   | -       | Zhang Ningning | Liaoning     |
| 2006 | 1 maart  | Harbin  | Gao Yinghui    | Heilongjiang |
| 2005 | 23 april | Kunming | Tao Siyuan     | Sichuan      |
| 2004 | 28 april | Kunming | Zhang Meng     | Tianjin      |
| 2003 | 20 april | Fujian  | Wu Wei         | Jinan        |